# Burgos (film 1911)
Burgos è un cortometraggio muto italiano del 1911 diretto e interpretato da Giuseppe De Liguoro.